# Grus carunculata
La gru caruncolata (Grus carunculata J. F. Gmelin, 1789) è un uccello africano della famiglia dei Gruidi diffuso in una fascia di territorio che va da Repubblica Democratica del Congo e Tanzania fino a Botswana, Zimbabwe e Sudafrica.

## Descrizione
La gru caruncolata è la più grande e più rara delle sei specie di gru presenti in Africa. Misura circa 175 cm di altezza. Ha petto e collo bianchi e regioni inferiori nere. Al di sotto della faccia, di colore scuro, pendono due lunghe caruncole ricoperte di piume bianche alle quali la specie deve il nome. Queste caruncole divengono più lunghe quando l'uccello è aggressivo e si restringono quando è minacciato. È una specie generalmente silenziosa. I suoi richiami sono molto forti e comprendono un particolare kwaamk, simile ad uno squillo di tromba, udibile anche a lunga distanza.

## Distribuzione ed habitat
La specie è diffusa in Etiopia e nell'Africa centro-meridionale. Il maggior numero di esemplari vive in Zambia e Botswana, ma popolazioni più piccole sono presenti anche nella Repubblica Democratica del Congo, nell'ovest e nel sud-ovest della Tanzania, in Mozambico, Malawi, Zimbabwe, Sudafrica, nel nord della Namibia e nel sud dell'Angola. La specie è in diminuzione in tutto il suo areale già da alcuni decenni. In passato, il suo areale comprendeva l'intera Africa australe e il numero di esemplari era molto maggiore. Tra tutte le gru africane, è quella che dipende più strettamente dalle zone umide. Anche se i suoi siti di nidificazione e foraggiamento preferiti sono le vaste pianure alluvionali dei fiumi dominate da carici ed erbe, essa è presente anche in zone umide più piccole sparse un po' in tutto il suo areale. In Sudafrica, Malawi e Zimbabwe le gru trascorrono tutto l'anno nelle brughiere montane. Zone umide stagionali o dalla durata limitata possono essere utilizzate per la nidificazione o come siti di dispersione dopo che essa ha avuto luogo. In Etiopia questa specie vive nelle zone umide solamente durante la stagione riproduttiva, e trascorre il resto dell'anno in praterie montane, savane, prati umidi, torrenti, laghetti e perfino campi allagati.

## Biologia
Questa specie viene generalmente avvistata in coppia o in un trio composto da una coppia riproduttiva, rigorosamente territoriale, e da un giovane. Nidifica in zone umide con acqua poco profonda, dove non rischia di essere disturbata dall'uomo. In Zambia, Botswana e Mozambico la nidificazione ha luogo in agosto e settembre, quando le inondazioni raggiungono il culmine e il rischio che il nido vanga travolto dalle acque di piena è ridotto al minimo. I pulcini vengono allevati quando le acque si ritirano. Nell'Africa australe la nidificazione ha luogo solitamente in luglio e agosto, quando la stagione è più secca e più fresca, mentre le popolazioni dell'Etiopia nidificano in maggio e giugno, all'inizio della stagione umida. Generalmente viene deposto un unico uovo, e nel caso le uova siano due viene allevato un solo pulcino. La gru caruncolata è la gru che ha il periodo di incubazione più lungo: 33-36 giorni. Altrettanto lungo è il periodo che precede l'involo, 90-130 giorni; ciò significa che i pulcini sono particolarmente vulnerabili agli attacchi dei predatori.
La gru caruncolata si nutre di tuberi e rizomi di piante acquatiche, ma in ambienti più asciutti mangia anche semi, chicchi di cereali, insetti e piccoli vertebrati. Non è una specie migratrice, ma può effettuare brevi spostamenti a seconda delle disponibilità di acqua.

## Conservazione
La minaccia più seria che questa specie deve fronteggiare è la perdita e il degrado delle zone umide in cui abita, dovuti in gran parte all'intensificazione dell'agricoltura, dell'industrializzazione, della costruzione di dighe e delle opere di irrigazione, che provocano un abbassamento del livello delle acque. Un'altra minaccia importante è l'aumento delle attività umane in prossimità dei siti di nidificazione, che può abbassare il tasso di successo della riproduzione. La gru caruncolata spesso si nutre in aree dove si aggirano anche la gru del paradiso e la gru coronata grigia, specie che vengono illegalmente avvelenate perché considerate dannose per i raccolti. In queste zone, di conseguenza, anche la gru caruncolata rischia di finire vittima di avvelenamenti accidentali. Altri fattori di minaccia sono le siccità naturali, le collisioni con recinzioni e cavi elettrici, la cattura illegale di nidiacei e adulti a scopo alimentare e le azioni di disturbo da parte di bestiame e cani. Con l'aumento della popolazione umana, queste minacce rischiano di divenire sempre più consistenti e il numero di esemplari sempre più ridotto. Già oggi se ne contano 6000-6300 capi, tanto che la gru caruncolata viene classificata come specie vulnerabile (Vulnerable) sulla IUCN Red List.